# Râul Sebeș, Mureș (Mureș)
Râul Sebeș este un curs de apă, afluent al râului Mureș.